# بئاتریس بیبی
بئاتریس بیبی (زادهٔ ۸ ژوئن ۱۹۴۶) یک روان‌شناس بالینی است که با پژوهش‌های خود در زمینهٔ دلبستگی و ارتباطات اولیهٔ نوزاد-والد شناخته شده‌است. کارهای وی به اهمیت ارتباط غیرکلامی در رشد اولیهٔ کودک کمک کرده‌است. وی یک استاد بالینی روان‌شناسی پزشکی در کالج پزشکان و جراحان، دانشگاه کلمبیا و مدیر آزمایشگاه علوم ارتباطات در انستیتوی روان‌پزشکی ایالت نیویورک (NYSPI) است.
بیبی جایزهٔ مورتون شیلینگر را در سال ۲۰۰۸ به همراه فرانک لاچمن به دلیل «مشارکت‌های بی‌نظیر و اساسی در نظریهٔ روان‌کاوی» دریافت کرد.
بیبی در تألیف تعدادی از کتاب‌ها از جمله «پژوهش‌های نوزادی و درمان بزرگسالی»، «ریشه‌های دلبستگی» و «کتاب تصویری تعامل مادر و نوزاد: ریشه‌های دلبستگی» است. مؤسسهٔ تفاهم بین‌گروهی نقل کرده‌است که «هر کسی که نگران آیندهٔ رشد کودکان در این کشور است»، لازم است که کتاب تصویری تعامل نوزاد وی را، که نشان می‌دهد چگونه تعاملات زودهنگام نوزاد و والدین می‌تواند امنیت دلبستگی را پیش‌بینی کند، بخواند. در کتاب «پژوهش‌های نوزادی و درمان بزرگسالی»، بیبی تحقیقات مختلف نوزادان، از جمله شرح‌های بالینی درمان‌های بزرگسالان را در هم تنیده‌است تا نشان دهد چگونه روان‌درمانگران می‌توانند از آنچه ما در مورد تحول اولیهٔ نوزاد و ارتباطات غیرکلامی می‌دانیم برای درمان بیماران مبتلا به آسیب‌شناسی‌های روانی استفاده کنند.

## زندگی‌نامه
بیبی در واشینگتن دی سی متولد شد. وی در کتاب خود، «پژوهش‌های نوزادی و درمان بزرگسالی» ، هاینز ورنر و ژان پیاژه را به عنوان افراد تأثیرگذار در کار خود توصیف می‌کند.
بیبی در سال ۱۹۶۸ لیسانس خود را از کالج بارنارد دریافت کرد. وی تحصیلات تکمیلی خود را در دانشگاه کلمبیا، کالج معلم گذراند و در آن‌جا در سال ۱۹۷۳ دکترای روان‌شناسی رشد و روان‌شناسی بالینی را به صورت مشترک و تحت نظر دنیل استرن اتخاذ کرد. در پایان‌نامهٔ او رفتارهای پیچیده‌ای که در پس عاطفهٔ مثبت نوزاد وجود دارد و نحوهٔ تفسیر مادران از پاسخ‌دهی نوزادشان بررسی شده‌است. بیبی برای جمع‌آوری این داده‌ها از تجزیه و تحلیل نوارهای ویدئویی (میکروآنالیز تصویری) جفت‌های مادر-نوزاد استفاده کرد، روشی تحقیقاتی که امروزه نیز به کار می‌برد.
پس از تحصیلات تکمیلی، بیبی کار خود را با دنیل استرن در یک دورهٔ فوق دکترا در NYSPI از ۱۹۷۳ تا ۱۹۷۵ ادامه داد. در این دوره او الگوی «تعقیب و گریز» را بین مادر و نوزاد کشف کرد؛ به این معنا که مادر حرکت کودک را دنبال می‌کند و کودک سرش را به عقب برده و از او دور می‌کند. بیبی این را به عنوان «نمونهٔ اولیهٔ تأثیر دو طرفه» توصیف کرده و بر مبنای این شواهد نشان می‌دهد که نوزاد، به همراه مادر، مستقیماً بر این رابطه تأثیر می‌گذارند. پس از این دورهٔ فوق‌دکترا، وی از سال ۱۹۷۶ تا ۱۹۹۲ در دانشگاه یشیوا کار کرد و در NYSPI باقی ماند و آزمایشگاه علوم ارتباطات را اداره کرد که تا کنون هم این کار را ادامه داده‌است. دنیل استرن و جوزف جافی، که یک استاد بالینی روانپزشکی در کلمبیا است، نزدیک‌ترین همکاران تحقیقاتی وی بودند و هر دو در سال ۲۰۱۲ درگذشتند. در سال ۱۹۹۵ وی به عضو هیئت علمی کالج پزشکان و جراحان دانشگاه کلمبیا درآمد.
در سال ۲۰۱۸، بیبی یک کمک هزینهٔ تحقیقاتی از موسسهٔ ملی بهداشت دریافت کرد تا بررسی کند که چگونه قرار گرفتن در معرض آلاینده‌های مختل‌کنندهٔ غدد درون‌ریز در رحم مادر باعث تغییر در تعامل مادر و نوزاد و رشد نوزاد می‌شود. وی همچنین در حال انجام یک تحقیق پیگیری ۳۰ ساله است که سعی در پیش‌بینی سبک دلبستگی در بزرگسالی بر اساس سبک دلبستگی شرکت‌کننده‌ها در تحقیق از دوران نوزادی آن‌ها دارد.
بیبی به عنوان روانکاو، فیلسوف و نویسنده گوردون مارینو را درمان کرده‌است. وی در سال ۱۹۸۶ از دانشگاه نیویورک یک مدرک روان‌شناسی تخصصی - روانکاوی دریافت کرد و یکی از اعضای هیئت علمی بنیانگذار مؤسسهٔ مطالعهٔ روانکاوی Subjectivity است.
بیبی با ادوارد مک‌کوری، استاد برجستهٔ انگلیسی در کالج پراویدنس ازدواج کرده‌است.

## پژوهش
متأثر از کتاب جافی، ریتم‌های گفتگو ، که الگوهای گفتار چهره به چهرهٔ بزرگسالان را تجزیه و تحلیل کرده‌است، بیبی و جافی در اوایل دههٔ ۱۹۸۰ تصمیم گرفتند تا همان اصول مکالمهٔ بزرگسالان را در تعاملات بین مراقبان و نوزادان‌شان به کار گیرند. این پروژه با یک تک‌نگاری تحقیقاتی در سال ۲۰۰۱، "ریتم‌های گفتگو در دوران نوزادی " به اوج خود رسید، که هماهنگی صوتی نوزاد-والد و نوزاد-غریبه را در چهار ماهگی، به دلبستگی و شناخت در ۱۲ ماهگی نوزاد پیوند داده‌است. بیبی در یک مقالهٔ زندگی‌نامه‌ای، هماهنگی صوتی را به عنوان "مدت زمان همسان مکث‌های در حال تعویض در نقطهٔ تبادل چرخش" توصیف کرد. بیبی و جافی در تک‌نگاری خود دریافتند که هماهنگی صوتی میان جفت‌های مادر-نوزاد و جفت‌های غریبه-نوزاد، دلبستگی ایمن را پیش‌بینی می‌کند و تعامل نوزاد با یک غریبه، پیامدهای تحولی و همچنین تعامل آن‌ها با مادرشان را پیش‌بینی می‌کند. پژوهشگران همچنین دریافتند که میزان بالایی از هماهنگی صوتی بین نوزاد و غریبه، شناخت بهینه‌ای را که توسط مقیاس بیلی اندازه‌گیری می‌شود، پیش‌بینی می‌کند.
همسو با مفهوم مادری کردنِ «به اندازهٔ کافی خوب» که توسط متخصص اطفال و روانکاو دونالد وینیکات ارائه شده‌است، بیبی فرض کرد که هماهنگی متوسط بین مادر و نوزاد، بهینه است؛ زیرا فضایی را برای انعطاف‌پذیری، تغییرپذیری و ابداع‌گری بازمی‌گذارد، همهٔ این‌ها می‌تواند منجر به نوعی بازیگوشی که برای رشد حیاتی است، شود. از طرف دیگر، مادری که با کودک خود هماهنگی زیاد یا پایینی دارد، احتمالاً یک هم‌کوکی همراه با برانگیختگی یا بازداری دارد. در یک مرور APA گفته شده‌است که تک نگاری بیبی و جافی، شواهد واضح و مورد تأیید تجربی را برای برخی از ایده‌های اصلی روانکاوی فراهم کرده‌است.
در سال ۱۹۹۹، بیبی یک کمک‌هزینهٔ تحقیقاتی از موسسهٔ ملی بهداشت روان برای تجزیه و تحلیل ویدئو از ۱۳۲ جفت مادر و نوزاد دریافت کرد. این پروژهٔ تحقیقاتی در مقاله‌ای در سال ۲۰۱۰ به اوج خود رسید که نشان داد که پیامدهای دلبستگی در ۱۲ ماهگی را می‌توان تنها با ۲٫۵ دقیقه میکروآنالیز ویدئویی از فعل و انفعالات مادر و نوزاد پیش‌بینی کرد. علاوه بر این، مقالهٔ او همچنین نشان داد که دلبستگی آشفته یا سازمان‌یافته - نوزادی که هیچ استراتژی منسجمی در رابطه با مراقب خود ندارد - می‌تواند از تعامل مادر و نوزاد در چهار ماهگی پیش‌بینی شود. به گفتهٔ بیبی، نوزادانی که به سمت استراتژی دلبستگی آشفته یا سازمان‌یافته حرکت می‌کنند «الگوهای ارتباطی گوناگون، ناهمخوان و متناقضی را با مادران خود، در بافت شدیدِ پریشانی نوزاد» به نمایش می‌گذارند.

## آثار منتشرشده
- - Beebe, B. , Jaffe, J. , Lachmann, F. , Feldstein, S. , Crown, C. , & Jasnow, M. (2000). Systems models in development and psychoanalysis: The case of vocal rhythm coordination and attachment. Infant Mental Health Journal: Official Publication of The World Association for Infant Mental Health, 21(1‐۲), ۹۹–۱۲۲.
  - Beebe, B. , Jaffe, J. , Markese, S. , Buck, K. , Chen, H. , Cohen, P. , … & Feldstein, S. (2010). The origins of 12-month attachment: A microanalysis of 4-month mother–infant interaction. Attachment & Human Development, 12(1-2), 3-141.
  - Beebe, B. , & Lachmann, F. M. (2013). Infant research and adult treatment: Co-constructing interactions. Routledge.
  - Jaffe, J. , Beebe, B. , Feldstein, S. , Crown, C. L. , Jasnow, M. D. , Rochat, P. , & Stern, D. N. (2001). Rhythms of dialogue in infancy: Coordinated timing in development. Monographs of the Society for Research in Child Development, i-149.